# شرفلية محززة
شرفلية محززة (الاسم العلمي:Scherffelia incisa) هي نوع من طحالب خضراء تتبع جنس الشرفلية من فصيلة الخضرية المتشجرة.